# STS-54
STS-54 (englisch Space Transportation System) ist eine Missionsbezeichnung für das US-amerikanische Space Shuttle Endeavour (OV-105) der NASA. Der Start erfolgte am 13. Januar 1993. Es war die 53. Space-Shuttle-Mission und der dritte Flug der Raumfähre Endeavour.

## Mannschaft
- John Casper (2. Raumflug), Kommandant
- Donald McMonagle (2. Raumflug), Pilot
- Mario Runco (2. Raumflug), Missionsspezialist
- Gregory Harbaugh (2. Raumflug), Missionsspezialist
- Susan Helms (1. Raumflug), Missionsspezialistin

McMonagle und Harbaugh waren bereits bei STS-39 gemeinsam geflogen.

## Missionsüberblick
Hauptlast war der fünfte Datenrelaissatellit der TDRS-Reihe (Tracking and Data Relay Satellite), der 6 Stunden und 13 Minuten nach dem Start ausgesetzt wurde. Später brachte ihn eine IUS-Oberstufe (Inertial Upper Stage) auf seine endgültige Umlaufbahn.
Weitere Experimente an Bord waren:
- das Diffuse X-ray Spectrometer (DXS), mit dem Daten über die Röntgenstrahlung diffuser Quellen im Weltall aufgezeichnet wurden;
- der Commercial General Bioprocessing Apparatus (CGPA)
- das Chromosome and Plant Cell Division in Space Experiment (CHROMEX) zum Studium des Pflanzenwachstums;
- das Physiological and Anatomical Rodent Experiment (PARE) zur Untersuchung des Skeletts und dessen Anpassung an die Schwerelosigkeit;
- das Space Acceleration Measurement Equipment (SANS), um die Gravitationskräfte im erdnahen Raum zu messen;
- das Solid Surface Combustion Experiment (SSCE) zur Messung der Ausbreitungsrate und Temperatur von brennendem Filterpapier.

Am fünften Tag der Mission führten Mario Runco und Greg Harbaugh einen fast fünfstündigen Ausstieg in der geöffneten Nutzlastbucht durch, um mehr Erfahrung über das Arbeiten im Weltall zu sammeln. Sie testeten ihre Bewegungsmöglichkeiten, stiegen ohne Hilfe der Hände in Fußhalterungen und simulierten das Tragen von großen Gegenständen.